# Dundgovĭ
Dundgovĭ ou Gobi Central (Дундговь, em mongol) é uma província da Mongólia. Sua capital é Mandalgovĭ.